# Getreidespeicher (Oßmannstedt)

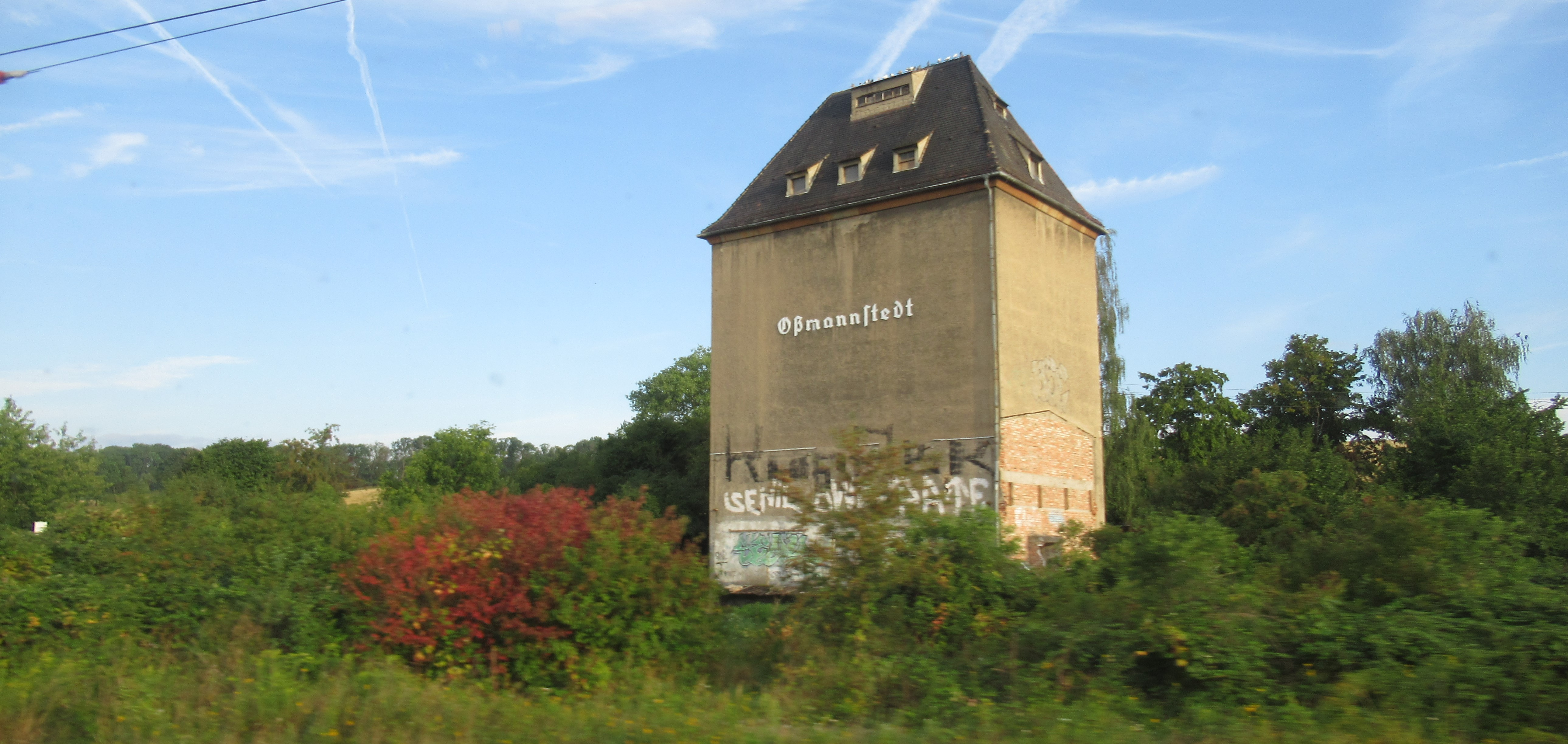
Getreidespeicher nordwestlich des Bahnhofs

In Oßmannstedt bei Weimar befindet sich ein hoher ehemaliger Getreidespeicher mit Walmdach unmittelbar an den Bahnanlagen am Bahnhof. Dieser weithin sichtbare Bau wurde 1938–1940 im Zuge der Kriegsvorbereitung in der Zeit des Nationalsozialismus errichtet. Bereits um die Jahrhundertwende wurden in Oßmannstedt Lagermöglichkeiten der Raiffeisengenossenschaft für die umliegenden Bauern geschaffen. Nach dem Krieg von der DDR-Landwirtschaft genutzt, stand er seit 1990 weitestgehend leer und verfiel. Die Schuppen auf dem brachliegenden Gelände wurden abgerissen. Außer dem Getreidespeicher ist nur noch die Trafostation erhalten. An dem Getreidespeicher ist weithin sichtbar der Ortsname Oßmannstedt in Tannenberg-Schrift angebracht.
Seit 2021 ist er der Vereinssitz des Instituts für Graue Energie, einer Initiative zur Leerstandsbelebung und Denkmalerhaltung. Das Gebäude ist dem Konzept nach ein öffentliches Zentrum für kollaborative Raumentwicklung, in dem inklusive Planungsansätze für ländliche Räume erdacht werden.
Das Gebäude wurde unter Denkmalschutz gestellt.